# Lluís Millet
Lluís Millet i Pagès (El Masnou, 18 de abril de 1867-Barcelona, 7 de diciembre de 1941) fue un compositor y director de coro español. También es conocido como el Maestro Millet.
Fue discípulo de Felipe Pedrell y fundó en 1891 junto a Amadeo Vives el coro mixto Orfeón Catalán al que dirigió durante muchos años y que constituyó un centro importante de la música catalana.
Considerado como un compositor sensible y original, se sintió atraído especialmente por la música coral.
En Cataluña hay calles y colegios con su nombre, como la calle Maestro Lluís Millet, en Badalona.

## Obras
- Catalanesques, para piano
- Égloga, para piano y orquesta
- El cant dels ocells, para coro
- Cant de la Senyera, para coro[2]
- Pregària a la Verge del Remei, para coro